# Furth im Wald
Furth im Wald es una comuna en el distrito de Cham, en Baviera, Alemania, próximo al límite de la República Checa. Está situada en el Bosque bávaro, 16 km noreste de Cham, y a 17 km suroeste de Domažlice.

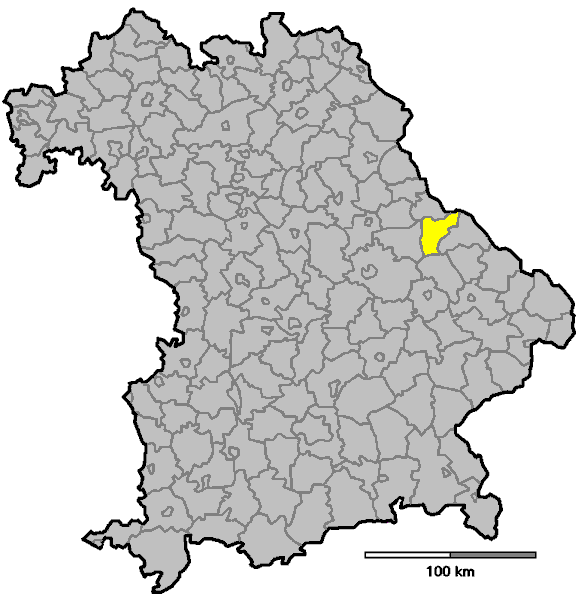
District Cham.